# 西方寺大殿

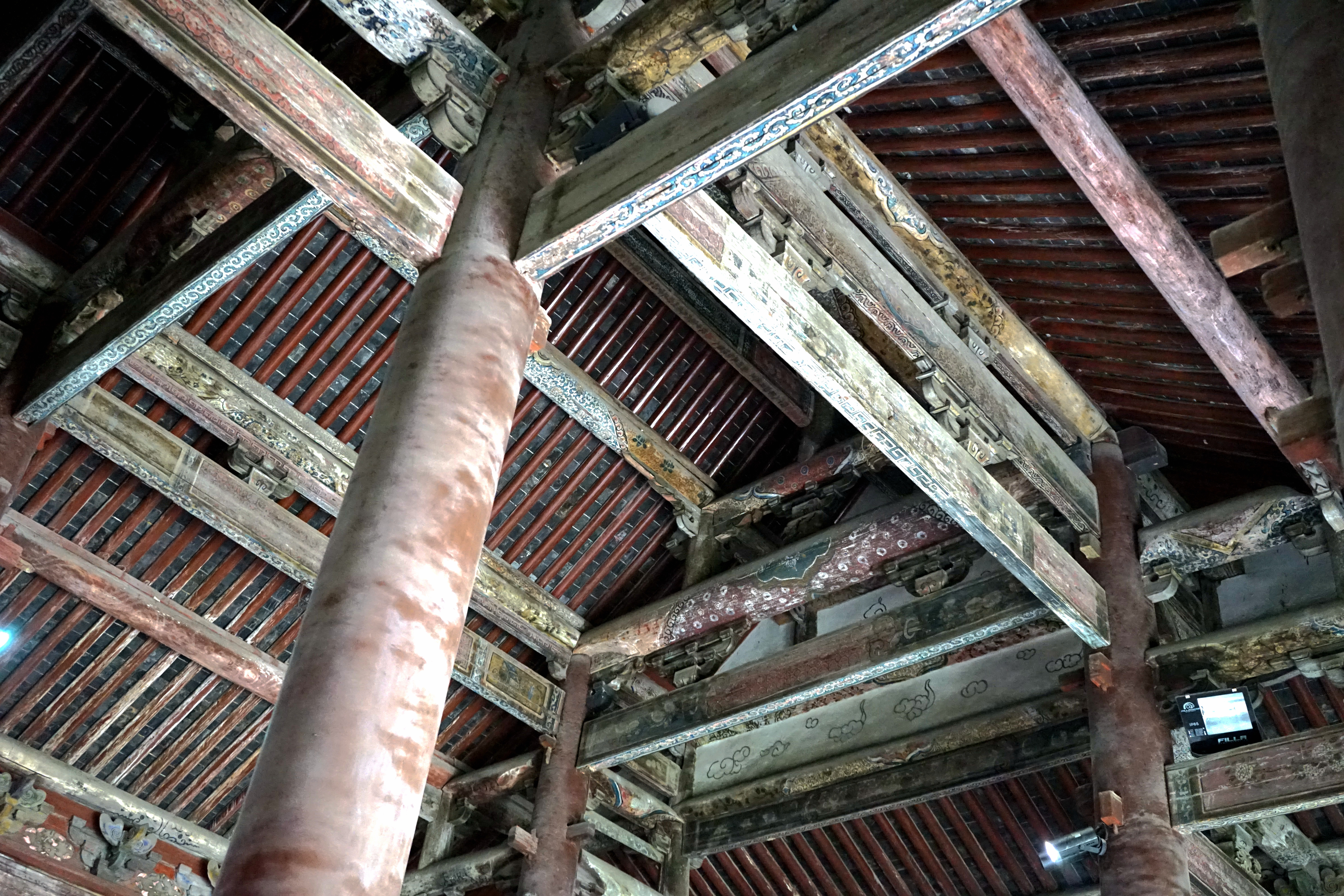
西方寺大殿殿内梁柱

西方寺大殿，位于江苏省扬州市广陵区四望亭西北，是中华人民共和国全国重点文物保护单位之一。

## 历史
1982年3月25日，授予江苏省文物保护单位，是一座古建筑及历史纪念建筑物。2019年10月7日公布为第八批全国重点文物保护单位。现佛寺改为扬州八怪纪念馆。